# Selenotypus plumipes
Selenotypus plumipes là một loài nhện trong họ Theraphosidae. Chúng thuộc chi đơn loài Selenotypus, được Mary Agard Pocock miêu tả năm 1895.